# Empire
Pour les articles homonymes, voir Empire (homonymie).
Un empire désigne une forme de communauté politique unissant des peuples différents autour d'un pouvoir central unique.
La notion d'empire implique, jusqu'à la fin du XIXe siècle, l'idée d'une structure fédérale couvrant l'ensemble du monde connu, sur le modèle de l'imperium et de la Pax Romana. Plus qu'une notion, c'est avant tout un projet politique, un plan, un dessein, dont l'illustration parfaite est la création de l'Empire macédonien.
Elle est aussi très prégnante dans la philosophie politique où, de Dante à Kant en passant par Vico et Machiavel, la notion d'empire est vue comme la façon d'assurer la paix. Le basculement intervient au moment de l'expansion coloniale européenne au XVIe siècle. Les nations colonisatrices européennes vont s'affronter durant plus de quatre siècles, rencontrant d'autres empires, celui des Ottomans, de la Russie, du Japon, et soumettant au passage des peuples et d'anciens empires comme la Chine. Dès lors, pour Hobson, le lien qu'il y avait entre empire et internationalisme va être rompu.
Les empires fondés sur la terre, comme l'Empire romain ou l'Empire mongol, ont tendance à être monolithiques ; les empires maritimes, comme l'empire de Crète incarné par le Minos qui précède l'Empire athénien et celui de Carthage, ou l'Empire britannique, ont des structures plus lâches et des territoires éparpillés. Généralement, la création d'un empire implique une ou plusieurs conquêtes militaires considérées dans les meilleurs des cas comme une unification et un destin (Haute et Basse Égypte, sept royaumes de Chine).
Le terme empire est parfois employé pour désigner autant des républiques (Athènes au Ve siècle av. J.-C.) que des monarchies (l'Autriche au XIXe siècle), ou des confédérations (le Saint-Empire romain). De même, ce vocable peut désigner tantôt des démocraties parlementaires (le Royaume-Uni ou la Troisième République française), tantôt des dictatures (l'Empire russe au XIXe siècle), ou encore des oligarchies (l'Empire romain).
Une définition relativement précise du terme peut être trouvée à l'aune des études globales menées à partir du XXe siècle : ainsi, selon Moses Finley, est empire tout « exercice durable par un État d'une autorité, d'un pouvoir, ou d'un contrôle sur un ou plusieurs États, communautés ou peuples » ; cette conception, très large, peut être complétée par celle de Jean Tulard, pour lequel n'est empire que ce qui possède les cinq traits suivants :
- une volonté expansionniste ;
- une organisation centralisée ;
- des peuples encadrés par une armature politique et fiscale commune ;
- la croyance en une supériorité d'essence ;
- un début et une fin clairement identifiés.

## Étymologie
Le Trésor de la langue française informatisé désigne l'empire comme une « autorité politique souveraine exercée par une personne, parfois par une collectivité ou une personne morale, sur une partie du monde ; qualité, charge d'empereur ».
Le mot empire vient du latin imperium, dérivé du latin imperare signifiant « gouverner, commander »,. Le mot prend en ancien français et en français les formes d'« empirie » au XIe siècle et « emperie » au XIIe siècle. Pendant plusieurs siècles, le terme d'empire ne s'appliqua qu'aux États qui se considéraient comme héritiers de l'Empire romain, par exemple l'Empire romain d'Orient, l'Empire carolingien, le Saint-Empire romain germanique ou l'Empire russe[réf. nécessaire].
L’empire est, selon l’historien Johann Chapoutot, une entité fortement personnifiée. Ainsi, un empire est relié à un empereur comme l’imperator était relié à l’imperium. Il le sera ensuite pour les empereurs, kaiser, tsar. Parfois, le titre est attribué à tort à une personnalité historique célèbre, comme avec Jules César.

## Histoire

Carte diachronique des différents empires de l'ère moderne, au cours de leur existence.

Dans le contexte du royaume de France, l'expression « terre d'Empire » désigne les territoires appartenant au Saint-Empire romain germanique, ou lui ayant appartenu avant d'être annexées par la France. La rive gauche du Rhin est l'exemple type, vu qu'elle recouvre entre autres l'Alsace qui ne devint pour la première fois « française » qu'après les conquêtes de Louis XIV (voir aussi histoire de la Bourgogne).
Au fil du temps, les monarchies qui se voyaient plus qu'un simple royaume, utilisèrent ce terme ou sa traduction (par exemple la Bulgarie), puis le terme s'appliqua à des monarchies non européennes et à de vastes États non monarchiques.
Le concept politique précède de plusieurs millénaires l'Empire romain ; les empires sont apparus dès que la création des premières villes-États eut rendu la structure administrative possible. Le premier exemple connu est l'Empire akkadien de Sargon. A posteriori, le terme empire s'appliquera aux principales civilisations expansionnistes sous la domination d'un chef unique, telles que l'Égypte pharaonique et Babylone, ou à la réussite expansionniste (souvent éphémère) d'un peuple (tel que les Hittites) mené souvent par un chef illustre, comme Suppiluliuma en ce qui concerne les Hittites.
Les empires peuvent prendre plusieurs formes. Traditionnellement, ils sont basés sur l'autorité d'une puissante monarchie exercée par un empereur héréditaire, initialement auto-désigné. Historiquement la plupart des empires sont le fruit de conquêtes militaires par des États puissants, les États conquis étant amalgamés dans un ensemble politique plus vaste. La monarchie ou l'oligarchie située dans le territoire originel continue à dominer cette union. Nombre de ces anciens empires maintenaient leur pouvoir sur leurs sujets par le contrôle des ressources vitales. Les historiens parlent de certains de ces régimes comme des « empires de l'eau », car l'ethnie dominante s'arroge le contrôle de l'eau.

## Religions
Du fait de l'hétérogénéité des empires et de leurs fonctionnements, la place de la religion ne peut être définie de façon générale. En comparant trois empires de l'ère moderne — espagnol, ottoman et moghol — l'historien au Collège de France Sanjay Subrahmanyam montre une différence entre le traitement des minorités religieuses. Si la monarchie espagnole s'est efforcée de mettre en avant la religion catholique dans sa métropole et ses colonies par la conversion et l'expulsion des minorités (musulmane et juive), les deux autres empires ont mis en place des politiques de cohabitation avec les minorités. L'exemple le plus probant est l'Empire moghol qui, jusqu'à la fin du XVIIe siècle, organisait une société musulmane et hindoue. Toutefois, pour ces trois entités, la religion de la famille régnante est celle de toute la hiérarchie dirigeante. Accéder à des postes importants est plus aisé pour les pratiquants de la religion de l'empereur.

## Impérialisme
La découverte du Nouveau Monde fut l'occasion pour de nombreux États d'Europe de s'embarquer dans un programme impérialiste d'un type nouveau, la colonisation. Avec ce nouveau modèle, précédemment testé dans l'Ancien Monde aux îles Canaries et en Irlande, les territoires conquis devenaient de droit subordonnés à l'État impérial, plutôt que de facto comme dans les premiers empires. Ce qui conduisit à de forts ressentiments dans les colonies, et par conséquent au déclin de ce système dès le XVIIIe siècle pour les États-Unis et jusqu'à la fin du XXe siècle pour les autres pays.
Le modèle impérialiste européen a aussi provoqué des découpages géographiques arbitraires. La puissance impérialiste ayant tendance à découper les territoires suivant ses convenances, plutôt qu'en fonction des populations. Par exemple le découpage Irak/Koweït semble plus correspondre aux intérêts pétroliers, qu'à des raisons historiques ou ethniques. De façon générale, l'Afrique souffre encore du décalage entre les frontières étatiques héritées de la période coloniale et les frontières ethniques, généralement beaucoup plus anciennes. Ce décalage a eu différents effets pervers :
- clanisme : un clan ou une ethnie s'arroge le pouvoir étatique ;
- sécessions : des ethnies, parfois soutenues par l'ancienne puissance coloniale ou par un pays impérialiste, entendent créer leur propre État (guerre du Biafra, du Katanga, etc.) ;
- expansionnisme : certains dirigeants justifient leur expansionnisme au nom de l'artificialité des frontières.

Les différentes tentatives d'union territoriale destinées à lutter contre ces effets pervers ont échoué :
- panarabisme : Gamal Abdel Nasser ou Mouammar Kadhafi ;
- panafricanisme : Mouammar Kadhafi ;
- panislamisme : frères musulmans ou Al-Qaïda ;
- panslavisme : Vinko Pribojević (en) et Nikolaï Danilevski ;
- pangermanisme : Hegel, Friedrich Naumann ou Adolf Hitler ;
- panaméricanisme : Henry Clay et Thomas Jefferson.

## Empires contemporains
- Si vous ne connaissez pas le sujet, laissez ce bandeau (vous pouvez alors contacter les auteurs).
- Si vous supprimez le contenu mis en cause (vous pouvez préalablement contacter les auteurs),

argumentez précisément cette suppression dans la page de discussion
(un manque de référence n'est pas un argument ; une recherche réelle de référence doit avoir été effectuée, être formellement documentée).
Le concept d'« empire » dans le monde contemporain, même s'il reste présent politiquement, a commencé à perdre de sa cohérence sémantique. Le seul pays encore gouverné par un empereur est le Japon, dont la monarchie a une population ethniquement homogène (à 99 % de souche japonaise). Comme les monarchies, excepté les monarchies constitutionnelles, ont en grande partie perdu la faveur, le terme d'empire est devenu anachronique depuis que les empires coloniaux ont disparu à l'issue du processus de décolonisation.
L'ex-URSS répondait à beaucoup de critères d'un empire, mais elle n'a jamais revendiqué cette appellation, ni n'a été gouvernée par un « empereur » héréditaire (voir Empire soviétique). Néanmoins, les historiens la classent de temps en temps comme un empire, à la fois pour sa similarité avec les empires du passé et son influence sur un bloc eurasien multi-ethnique.
Les États multiethniques actuels (la Suisse ou la Belgique, par exemple) se voient comme des fédérations volontaires et non comme des empires ; la plupart ont des structures démocratiques et des systèmes de gouvernement qui répartissent le pouvoir sur plusieurs niveaux fédéraux et provinciaux. Quand des groupes séparatistes existent, les observateurs internes et externes peuvent ne pas être d'accord pour savoir si les actions du gouvernement contre eux sont :
- un renforcement légitime de la loi contre ces groupes marginaux, violents ou non ;
- des violences pour contrôler une population généralement insoumise.

En 2010, la liste des États multi-ethniques où se déroulent actuellement des actes de violence pour ou contre les séparatistes serait trop longue, néanmoins la Chine, la Russie, l'Indonésie et l'Inde se distinguent par leur importance.
Les États-Unis, généralement considérés comme une fédération, fournissent un autre exemple. Parmi les conséquences de la guerre froide, ils sont apparus comme la première superpuissance mondiale, et bien que le pays n'ait pas engagé de manière formelle une expansion territoriale depuis l'annexion d'Hawaï et des Philippines, nombreux sont ceux qui ont suggéré que sa puissance militaire et économique lui permettait d'exercer une sorte de néo-impérialisme sur une grande partie du monde moderne (voir Empire américain).

## Empires historiques
Certaines dates de début et de fin sont approximatives :
| Empire                                           | Dates d'existence                              | Zone géographique              |
| ------------------------------------------------ | ---------------------------------------------- | ------------------------------ |
| Ancien Empire égyptien                           | 2700-2200 av. J.-C.                            | Vallée du Nil                  |
| Empire maya (trois périodes)                     | 2600 av. J.-C. - 1521 apr. J.-C.               | Amérique centrale              |
| Empire d'Akkad                                   | 2334-2154 av. J.-C.                            | Moyen-Orient                   |
| Moyen Empire égyptien                            | 2033-1786 av. J.-C.                            | Vallée du Nil                  |
| Nouvel Empire égyptien                           | 1552-1069 av. J.-C.                            | Vallée du Nil                  |
| Moyen Empire hittite                             | 1465-1380 av. J.-C.                            | Moyen-Orient                   |
| Moyen Empire assyrien                            | 1392-1056 av. J.-C.                            | Moyen-Orient                   |
| Nouvel Empire hittite                            | 1380-1190 av. J.-C.                            | Moyen-Orient                   |
| Nouvel Empire assyrien                           | 911-612 av. J.-C.                              | Moyen-Orient                   |
| Empire carthaginois                              | 814-146 av. J.-C.                              | Afrique du Nord                |
| Empire éthiopien                                 | 800 av. J.-C. – 1974 apr. J.-C.                | Afrique de l'Est               |
| Empire magadhan                                  | VIIIe au IVe siècle av. J.-C.                  | Inde                           |
| Empire néo-babylonien                            | 626-539 av. J.-C.                              | Moyen-Orient                   |
| Empire achéménide                                | 550-330 av. J.-C.                              | Moyen-Orient                   |
| Empire Nanda                                     | 343-321 av. J.-C.                              | Inde                           |
| Empire d'Alexandre le Grand                      | 336-323 av. J.-C.                              | Europe, Proche et Moyen-Orient |
| Empire maurya                                    | 324-185 av. J.-C.                              | Inde                           |
| Empire d'Arménie                                 | 321 av. J.-C. - 428 apr. J.-C.                 | Caucase                        |
| Empire séleucide                                 | 312-64 av. J.-C.                               | Moyen-Orient                   |
| Empire chola                                     | 300 av. J.-C. – 1279 apr. J.-C.                | Asie du sud-est                |
| Empire parthe                                    | 247 av. J.-C. - 224 apr. J.-C.                 | Iran-Irak                      |
| Chine impériale                                  | 221 av. J.-C. – 1912 apr. J.-C.                | Chine                          |
| Empire Teotihuacán                               | IIe siècle av. J.-C. - VIIIe siècle apr. J.-C. | Amérique centrale              |
| Empire romain                                    | 27 av. J.-C. – 395 / 476 / 1453 apr. J.-C.     | Bassin Méditerranéen           |
| Empire Kouchan                                   | Ie siècle av. J.-C. - IIIe siècle              | Asie Centrale / Inde           |
| Empire Koguryŏ                                   | 53-668                                         | Extrême-Orient                 |
| Empire sassanide                                 | 224-651                                        | Moyen-Orient                   |
| Empire Gupta                                     | 320-550                                        | Inde                           |
| Empire romain d'Occident                         | 395-476                                        | Bassin Méditerranéen           |
| Empire byzantin                                  | 395-1453                                       | Bassin Méditerranéen           |
| Empire des Rachidoune                            | 634-661                                        | Moyen-Orient                   |
| Empire Sriwijaya                                 | 650-1377                                       | Asie du sud-est                |
| Empire Omeyyade (Califat)                        | 660-750                                        |                                |
| Premier Empire bulgare                           | 680-1018                                       | Europe de l'est                |
| Empire Abbasside                                 | 750-1258                                       |                                |
| Empire carolingien                               | 800-924                                        | Europe de l'ouest              |
| Empire khmer                                     | 802-1462                                       | Asie du sud-est                |
| Empire Ghorides                                  | 879-1215                                       | Moyen-Orient                   |
| Rus' de Kiev                                     | 881-1240                                       | Europe de l'est                |
| Saint-Empire Romain Germanique                   | 962-1806                                       | Europe de l'ouest              |
| Empire ghaznévide                                | 962-1186                                       | Moyen-Orient                   |
| Empire Dại Viet                                  | 968-1802                                       | Asie du sud-est                |
| Empire tongien                                   | XIe siècle–1826                                | Océan Pacifique                |
| Empire Fatimide                                  | 909-1171                                       | Bassin Méditerranéen           |
| Empire Georgie                                   | 1008-1490                                      | Caucase                        |
| Empire seldjoukide                               | 1037-1194                                      | Moyen-Orient                   |
| Empire Almoravides                               | 1040-1147                                      | Maghreb                        |
| Empire pagan                                     | 1044-1287                                      | Asie du sud-est                |
| Empire Khwarezmchahs                             | 1077-1232                                      | Moyen-Orient                   |
| Empire Almohades                                 | 1121-1269                                      | Maghreb                        |
| Empire Plantagenêt                               | 1154-1204                                      | Europe de l'ouest              |
| Empire ayyoubide                                 | 1171-1260                                      | Moyen-Orient                   |
| Second Empire bulgare                            | 1185-1422                                      | Europe de l'est                |
| Empire latin de Constantinople                   | 1204-1261                                      | Europe de l'est                |
| Empire Delhi                                     | 1206-1526                                      | Inde                           |
| Empire Mongol                                    | 1206-1689                                      | Asie centrale                  |
| Empire Mandingue                                 | 1230-1545                                      | Afrique de l'Ouest             |
| Empire Siam                                      | 1238-1932                                      | Asie du sud-est                |
| Empire Ternate                                   | 1257-1957                                      | Asie du sud-est                |
| Empire Tidore                                    | 1274-1955                                      | Asie du sud-est                |
| Empire Majapahit                                 | 1292-1527                                      | Indonésie                      |
| Empire ottoman                                   | 1299-1923                                      | Bassin Méditerranéen           |
| Empire serbe                                     | 1346-1371                                      | Europe de l'est                |
| Empire timouride                                 | 1370-1506                                      | Moyen-Orient                   |
| Empire de Brunei                                 | 1368-1888                                      | Asie du sud-est                |
| Empire Qara Qoyunlu                              | 1375-1469                                      | Moyen-Orient                   |
| Empire Aq Qoyunlu                                | 1378-1508                                      | Moyen-Orient                   |
| Empire Songhaï                                   | XVe au XVIe siècle                             | Afrique de l'ouest             |
| Empire Malacca                                   | 1401-1528                                      | Asie du sud-est                |
| Empire colonial portugais                        | 1415-1975                                      |                                |
| Empire Aztèque                                   | 1428-1521                                      | Amérique centrale              |
| Empire Inca                                      | 1430-1533                                      | Amérique du Sud                |
| Empire Demak                                     | 1475-1568                                      | Asie du sud-est                |
| Empire Aceh                                      | 1480-1903                                      | Asie du sud-est                |
| Empire Espagnol                                  | 1492-1898                                      |                                |
| Empire Séfévide                                  | 1501-1736                                      | Moyen-Orient                   |
| Empire chérifien (Maroc)                         | 1509-1912                                      | Maghreb                        |
| Empire Taungû                                    | 1510-1752                                      | Asie du sud-est                |
| Empire Moghol                                    | 1526-1857                                      | Inde                           |
| Empire Banten                                    | 1526-1813                                      | Asie du sud-est                |
| Empire Gowa                                      | 1528-1953                                      | Asie du sud-est                |
| Empire Johor                                     | 1528-1916                                      | Asie du sud-est                |
| Empire colonial français                         | 1534-1980                                      |                                |
| Empire colonial danois                           | 1536-1945                                      |                                |
| Empire Mataram                                   | 1554-1755                                      | Asie du sud-est                |
| Empire Britannique                               | 1583-1997                                      |                                |
| Empire colonial néerlandais                      | 1595-1949                                      |                                |
| Empire colonial suédois                          | 1638-1878                                      |                                |
| Empire Ashanti                                   | 1670-1902 et 1935-1957                         | Afrique de l'Ouest             |
| Empire Marathe                                   | 1674-1819                                      | Inde                           |
| Empire Russe                                     | 1721-1917                                      | Europe et Asie                 |
| Empire Siak                                      | 1723-1946                                      | Asie du sud-est                |
| Empire Afcharides                                | 1736-1796                                      | Moyen-Orient                   |
| Empire Durrani                                   | 1747-1826                                      | Afghanistan                    |
| Empire Zand                                      | 1750-1794                                      | Iran                           |
| Empire Konbaung                                  | 1752-1885                                      | Asie du sud-est                |
| Empire Kadjar                                    | 1786-1925                                      | Moyen-Orient                   |
| Empire Dai Nam (Viêt Nam)                        | 1802-1945                                      | Asie du sud-est                |
| Premier Empire (France)                          | 1804-1814, 1815                                | Europe                         |
| Empire haïtien (Premier Empire), (Second Empire) | 1804-1806, 1849-1859                           | Caraïbes                       |
| Empire d'Autriche                                | 1804-1867                                      | Europe                         |
| Premier Empire mexicain                          | 1822-1823                                      | Amérique du nord               |
| Empire du Brésil                                 | 1822-1889                                      | Amérique du sud                |
| Empire colonial belge                            | 1843-1962                                      |                                |
| Second Empire (France)                           | 1852-1870                                      | Europe de l'ouest              |
| Second Empire mexicain                           | 1864-1867                                      | Amérique du nord               |
| Empire austro-hongrois                           | 1867-1918                                      | Europe                         |
| Empire japonais                                  | 1868-1947                                      | Extrême-Orient                 |
| Empire allemand                                  | 1871-1918                                      | Europe                         |
| Empire colonial allemand                         | 1884-1920                                      |                                |
| Empire colonial italien                          | 1889-1945                                      |                                |
| Empire coréen                                    | 1897-1910                                      | Asie de l'Est                  |
| État impérial d'Iran                             | 1925-1979                                      | Moyen-Orient                   |
| Troisième Reich                                  | 1933-1945                                      | Europe                         |
| Empire Vietnamien (Japon)                        | 1945-1945                                      | Asie du sud-est                |
| Empire Centrafricain                             | 1976-1979                                      | Afrique                        |

## Les empires les plus vastes à leur plus grande étendue
Si l'on exclut l'Antarctique, le total des terres fermes sur terre s'élèvent à 133 000 000 km2. Au cours de l'Histoire, plusieurs entités se sont formées et ont conquis un territoire significatif. Cette liste a pour fonction de montrer certaines de ces entités avec leurs superficies à leur apogée.
| Empire                          | Superficie à son apogée en millions de km² | Date de cet apogée     |
| ------------------------------- | ------------------------------------------ | ---------------------- |
| Empire mongol                   | 36,5                                       | 1268 ou 1309           |
| Empire britannique              | 30 ou 35,5                                 | 1920                   |
| Empire espagnol                 | 22                                         | 1780 ou 1810           |
| Empire russe                    | 22,8,                                      | 1895,                  |
| Dynastie Qing                   | 14,7,                                      | 1790,                  |
| Dynastie Yuan                   | 11                                         | 1310                   |
| Second empire colonial français | 13,5                                       | 1920                   |
| Califat omeyyade                | 11,1                                       | 750                    |
| Califat abbasside               | 11,1                                       | 750                    |
| Dynastie Tang                   | 5,4                                        | 715                    |
| Empire colonial portugais       | 5,5                                        | 1820                   |
| Califat des Rachidoune          | 6,4                                        | 655                    |
| Empire du Brésil                | 8,33                                       | 1883 ou 1889           |
| Hsiung-Nu                       | 9                                          | 176 av. J.-C.          |
| États-Unis                      | 8,67                                       | 1899                   |
| Empire du Japon                 | 7,4                                        | 1942                   |
| Dynastie Ming                   | 6,5                                        | 1450                   |
| Dynastie Han                    | 6                                          | 50 av. J.-C.           |
| Empire romain                   | 5                                          | 117                    |
| Empire ottoman                  | 5,2                                        | 1683 puis 1829 et 1850 |

## Empires fictionnels
- Si vous ne connaissez pas le sujet, laissez ce bandeau (vous pouvez alors contacter les auteurs).
- Si vous supprimez le contenu mis en cause (vous pouvez préalablement contacter les auteurs),

argumentez précisément cette suppression dans la page de discussion
(un manque de référence n'est pas un argument ; une recherche réelle de référence doit avoir été effectuée, être formellement documentée).

### Filmographie
- L'Empire galactique dans l'univers de Star Wars.
- L'Empire stellaire romulien et l'empire Klingon dans l'univers de Star Trek.
- L'Empire dans la web-série Noob.

### Littérature (romans, bande-dessinée)
- L'Empire Galactique décrit par Isaac Asimov, en plein déclin, dans son Cycle de Fondation.
- L'empire de Shaddam IV Corrino possédant notamment la planète Arrakis et l'Empire de Leto II dans le Cycle de Dune.
- Les empires d'Enisoraï et de Gondawa dans le roman La Nuit des temps.
- Le Saint Empire de Britannia, possédant la moitié du monde, dans le manga Code Geass.
- L'Empire de Nilfgaard dans La Saga du Sorceleur d'Andrzej Sapkowski.
- L'Empire dans la série de romans manga Yōjo Senki.

### Jouets, jeux et jeux vidéos
- L'Empire fondé par Sigmar, dans le monde de Warhammer, et Imperium, l'empire de l'Humanité, dans l'univers de Warhammer 40,000.
- L'Empire Deceptican, dans l'univers Transformers.
- Les empires rivaux d'Archadia et de Rozarria, dans le monde de Final Fantasy XII.
- L'Empire galactique, ou « Reich galactique », contrôlant la moitié de l'univers connu et s'opposant à l'Alliance des planètes libres, dans Ginga eiyū Densetsu (Légende des héros de la Galaxie).
- L'Empire Cyrodiilien dans la série de jeux Elder Scrolls.
- L'Empire de la Lune Écarlate dans l'univers du jeu vidéo Suikoden.
- L'Empire de Gibraltar dans le jeu vidéo Les Chroniques de Syrinx.
- L'Empire Grineer dans le jeu vidéo Warframe.
- L'Empire Helghast dans la serie KillZone.
- L'Empire du Soleil levant dans Command and Conquer : Alerte rouge 3.
- L'Empire hayenthe, dans Xenoblade Chronicles, et l'Empire d'Uraya, dans Xenoblade Chronicles 2.
- L'Empire d'Adrestia, dirigé par Edelgard von Hresvelg, dans Fire Emblem: Three Houses.
- Les empires du Taldor et du Chéliax dans le jeu de rôle Pathfinder.